# Dipartimento di Humahuaca
Humahuaca è un dipartimento argentino, situato nella parte centro-settentrionale della provincia di Jujuy, con capoluogo Humahuaca.
Da nord ad ovest, in senso orario, esso confina con la provincia di Salta e con i dipartimenti di Valle Grande, Tilcara, Tumbaya e Cochinoca.
Secondo il censimento del 2010, su un territorio di 3.792 km², la popolazione ammontava a 17.366 abitanti, con un aumento demografico del 3,6% rispetto al censimento del 2001.
Il dipartimento comprende (dati del 2001):
- 2 comuni
  - El Aguilar
  - Humahuaca
- 2 commissioni municipali:
  - Hipólito Yrigoyen
  - Tres Cruces